# Rhyacocnemis prothoracica
Rhyacocnemis prothoracica är en trollsländeart som beskrevs av Maurits Anne Lieftinck 1987. Rhyacocnemis prothoracica ingår i släktet Rhyacocnemis och familjen flodflicksländor. IUCN kategoriserar arten globalt som otillräckligt studerad. Inga underarter finns listade i Catalogue of Life.